# Іцхак Перлман
І́цхак Пе́рлман (Itzhak Perlman, івр. יצחק פרלמן, нар. 31 серпня 1945, Тель-Авів) — ізраїльський скрипаль, диригент і педагог. Лауреат багатьох премій Греммі.

## Біографія
Народився в Яффо в Тель-Авіві, який входив тоді до складу британської підмандатної території Палестина, у родині єврейських іммігрантів з Польщі (батько родом із Тернополя), виріс в Ізраїлі.
Зацікавився скрипкою, почувши концерт класичної музики по радіо. У віці чотирьох років Перлман перехворів на поліомієліт, тому змушений користуватися милицями для пересування і грає на скрипці сидячи. Навчався в музичній школі при «Консерваторії Шуламит» і в Ілони Фехер в Тель-Авівській академії музики імені Рубіна. Ще не досягнувши десятирічного віку, Іцхак став виступати з концертами на ізраїльському радіо, а в 1958 році з'явився у популярному американському телевізійному шоу Еда Селлівана, завдяки чому отримав фінансову підтримку навчання у Джульярдській школі в США в Івана Галамяна і Дороті Делей (з 1959 року).
Його перший виступ відбувся 5 березня 1963 року в Карнеґі-голлі. У 1964 році він виграв престижний американський конкурс імені Левентрітта, що дало йому право виступити з оркестром Нью-Йоркської філармонії. Незабаром після цього почав виступати з персональними концертами: у 1965 році відбулася серія концертів Перлмана в Ізраїлі, у тому числі з Ізраїльським філармонічним оркестром. У 1987 році він гастролював з ІФО у Варшаві та Будапешті, а в 1990 році разом з оркестром відвідав СРСР, у 1994 році — Китай та Індію.
Крім того, Перлмана запрошували на різні шоу на телебачення. Кілька разів він грав у Білому Домі. Іцхак — п'ятиразовий володар премії «Греммі» за виконання класичної музики. Він також кілька разів виконував арії з опер (бас) і в 1981 році навіть брав участь у записі «Тоски» Пуччіні, головні ролі в якій виконали Рената Скотто, Пласідо Домінго і Ренато Брузон.
Крім класичної музики, Іцхак Перлман також відомий виконанням єврейської народної музики — інструментальними обробками народних пісень на їдиш в супроводі Ізраїльського філармонічного оркестру і роботою з різними клезмерськими колективами; виступив у ролі ведучого телевізійних передач про клезмерську музику і єврейський фольклор, знятих на ідиш та англійською мовою. У 1994 році разом з піаністом Оскаром Пітерсоном у складі квінтету записав альбом джазових композицій.
З 1975 року Іцхак Перлман викладає на музичному факультеті Бруклінського коледжу, проводить майстер-класи. У 1986 році за видатні досягнення і внесок у розвиток культурного життя США нагороджений медаллю Свободи.
Живе в Нью-Йорку. Разом із дружиною Тобі в 1995 році заснували спеціальну програму вивчення камерної музики в Шелтер-Айленді (штат Нью-Йорк).

## Записи
- Tradition: Itzhak Perlman plays popular Jewish melodies, 1987
- Side by Side: Itzhak Perlman & Oscar Peterson, 1994
- Itzhak Perlman in the Fiddler's House, 1995
- Itzhak Perlman Live in the Fiddler's House, 1996
- A Jewish Violin — The Best of Klezmer and Traditional Jewish Music, 2007